# لمویگ
لمویگ (به لاتین: Lemvig) یک منطقهٔ مسکونی در دانمارک است که در Lemvig Municipality واقع شده‌است. لمویگ ۴٫۸۹ کیلومتر مربع مساحت و ۶٬۸۹۵ نفر جمعیت دارد و ۰ متر بالاتر از سطح دریا واقع شده‌است.